# SNCB řada 12

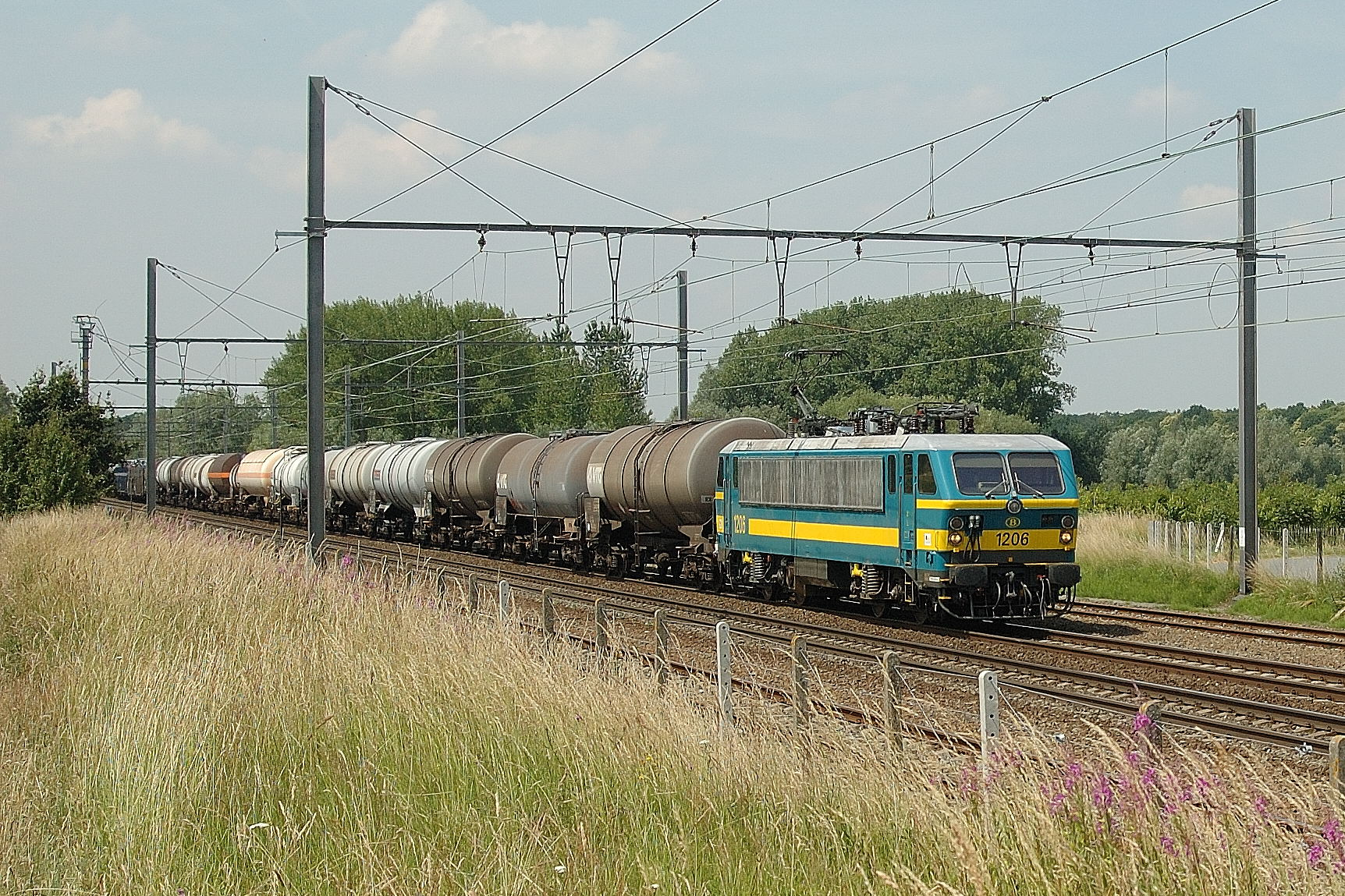
Lokomotiva SNCB 12 v provozu v Belgii.

Řada 12 SNCB (Societé Nationale des Chemins de Fer Belges) byla řada dvousystémových elektrických lokomotiv pro napájecí soustavy 25 000 V, 50 Hz a 3000 Vss. Lokomotivy zajišťovaly mezinárodní dopravu mezi Belgií a Francií.
Vyrobila je společnost La Brugeoise et Nivelles s použitím elektrické výzbroje firmy Ateliers de Constructions Electriques de Charleroi. Jejich konstrukce vychází z jednosystémové řady 21. Jsou součástí velké skupiny 144 elektrických lokomotiv vyrobených v 80. letech 20. století pro SNCB, a to řad 11 (12), 12 (12), 21 (60) a 27 (60). Konstrukce těchto lokomotiv vycházela z řady 20 z poloviny 70. let. Nové lokomotivy byly velmi spolehlivé, protože potíže se zkouškami a odstraňováním příčin závad si odbyly jejich předchůdkyně řady 20. Do provozu byly uváděny současně s osobními vozy typů M4 a M5 a elektrickými jednotkami řad AM 80 a AM 86. Pořízení těchto vozidel představovalo velkou modernizaci vozidlového parku SNCB. Jediné podstatné rozdíly mezi řadami 12 a 21 spočívají v umístění transformátoru uvnitř strojovny a instalaci francouzského vlakového zabezpečovače. Až na drobné detaily je vzhled obou řad identický.
Řada 12 byla původně určena pro nákladní i osobní dopravu na trasách Antverpy – Gent – Lille a Liège - Namur – Lille. V prvních letech provozu byly nasazovány především na vozbu vratných souprav složených z vozů typu M4. Někdy byly využívány i pro vnitrostátní spoje, u kterých nebyl střídavý systém využíván. Zavedení elektrických jednotek řady AM96 v roce 1999 je odsunulo z osobní dopravy. Dalších 13 let byly využívány v dopravě nákladní. Ke konci vozily nákladní vlaky mezi přístavem Zeebrugge a Lille přes Brugge a Mouscron. V roce 2012 byly vyřazeny z provozu a nahrazeny výkonnější, taktéž dvousystémovou řadou 13, která byla přesunuta z osobní dopravy do nákladní. Všech 12 lokomotiv řady 12 bylo odstaveno v depu Stokkem poblíž Arlon až do vyřazení.
Po vyřazení byly odprodány české firmě CZ LOKO, která je používá k rekonstrukci na českou řadu 365 a následnému prodeji soukromým dopravcům.